# 9819 Sangerhausen
9819 Sangerhausen eller 2172 T-1 är en asteroid i huvudbältet som upptäcktes den 26 mars 1971 av den nederländsk-amerikanske astronomen Tom Gehrels och det nederländska astronomparet Ingrid van Houten-Groeneveld och Cornelis Johannes van Houten vid Palomarobservatoriet. Den är uppkallad efter den tyska staden Sangerhausen.
Asteroiden har en diameter på ungefär 3 kilometer.